# 迪乌日
迪乌日（藏語：མདེའུ་རི།，罗马字母拼写：Dêu Ri），位于中华人民共和国西藏自治区山南市错那县境内的一座山峰，是中华人民共和国民政部第二批增补藏南地区公开使用地名中的一个。 该地位于中国与印度领土争议地区，实际位置位于印度东卡门县与库朗库美县交界地区。